# Dia dos Oito Bilhões

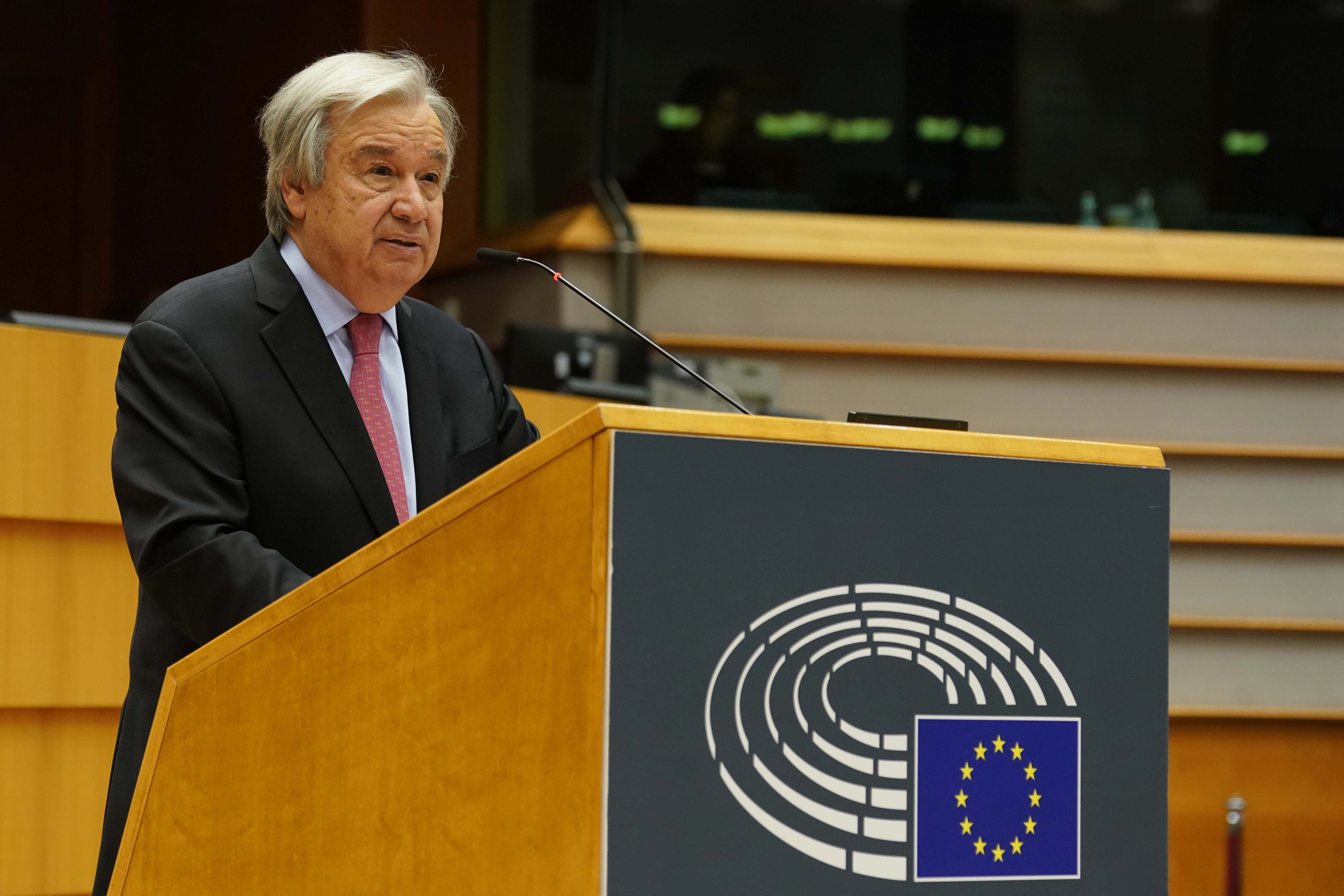
António Guterres descreveu o marco como uma ocasião para celebrar a diversidade e os avanços, considerando a responsabilidade compartilhada da humanidade pelo planeta.

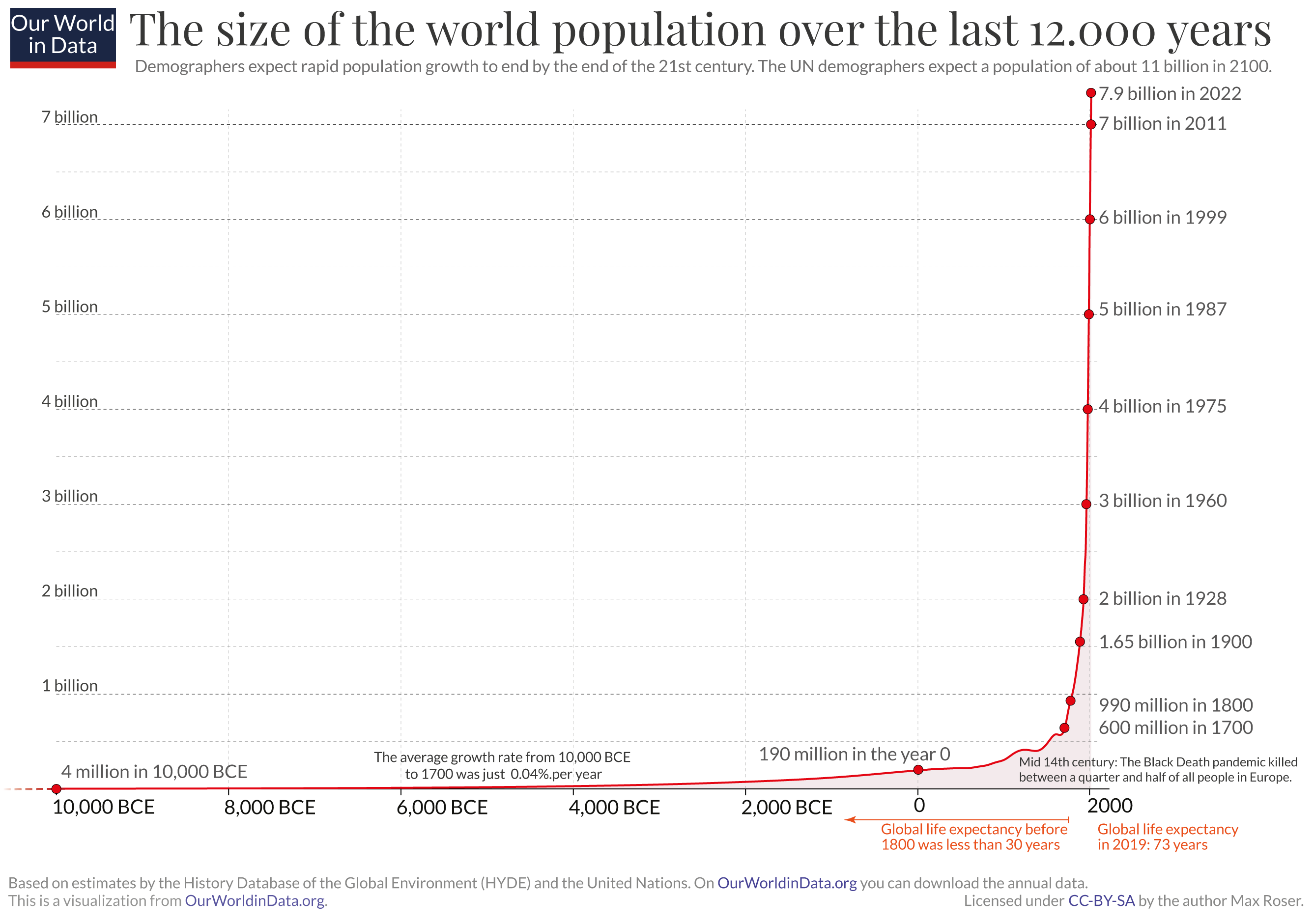
Crescimento histórico da população global de acordo com o Our World In Data.

O Dia dos Oito Bilhões, que ocorreu às 8h00 UTC do dia 15 de novembro de 2022, foi designado pelas Nações Unidas (ONU) como o dia aproximado em que a população mundial atingiu oito bilhões de pessoas. O Dia dos Oito Bilhões segue-se ao Dia dos Sete Bilhões, ocorrido em 31 de outubro de 2011, e o Dia dos Seis Bilhões, sucedido em 12 de outubro de 1999.
O secretário-geral da ONU, António Guterres, descreveu o marco como uma ocasião para "celebrar nossa diversidade, reconhecer nossa humanidade comum e maravilhar-nos com os avanços na saúde", considerando "nossa responsabilidade compartilhada de cuidar de nosso planeta e [...] uns dos outros".
A data em 2022 foi selecionada com base nas projeções de dados do Departamento de Assuntos Econômicos e Sociais das Nações Unidas.

## Antecedentes
O aumento da população mundial para oito bilhões de pessoas em 2022 – acima dos cinco bilhões em 1987, seis bilhões em 1999 e sete bilhões em 2011 – reflete desenvolvimentos positivos em campos como saúde global e erradicação da pobreza. Reduções significativas nas taxas globais de mortalidade infantil e materna, especialmente no século XXI, levaram a aumentos dramáticos na expectativa de vida global e, portanto, na população em geral.
"Esta é uma história de sucesso", disse a diretora executiva do UNFPA, Dr.ª Natalia Kanem, no Dia Mundial da População (11 de julho) de 2022. "Nosso mundo, apesar de seus desafios, é aquele em que uma proporção maior de pessoas é educada e vive uma vida mais saudável do que em qualquer outro momento da história".

## Perspectivas no Dia dos Oito Bilhões

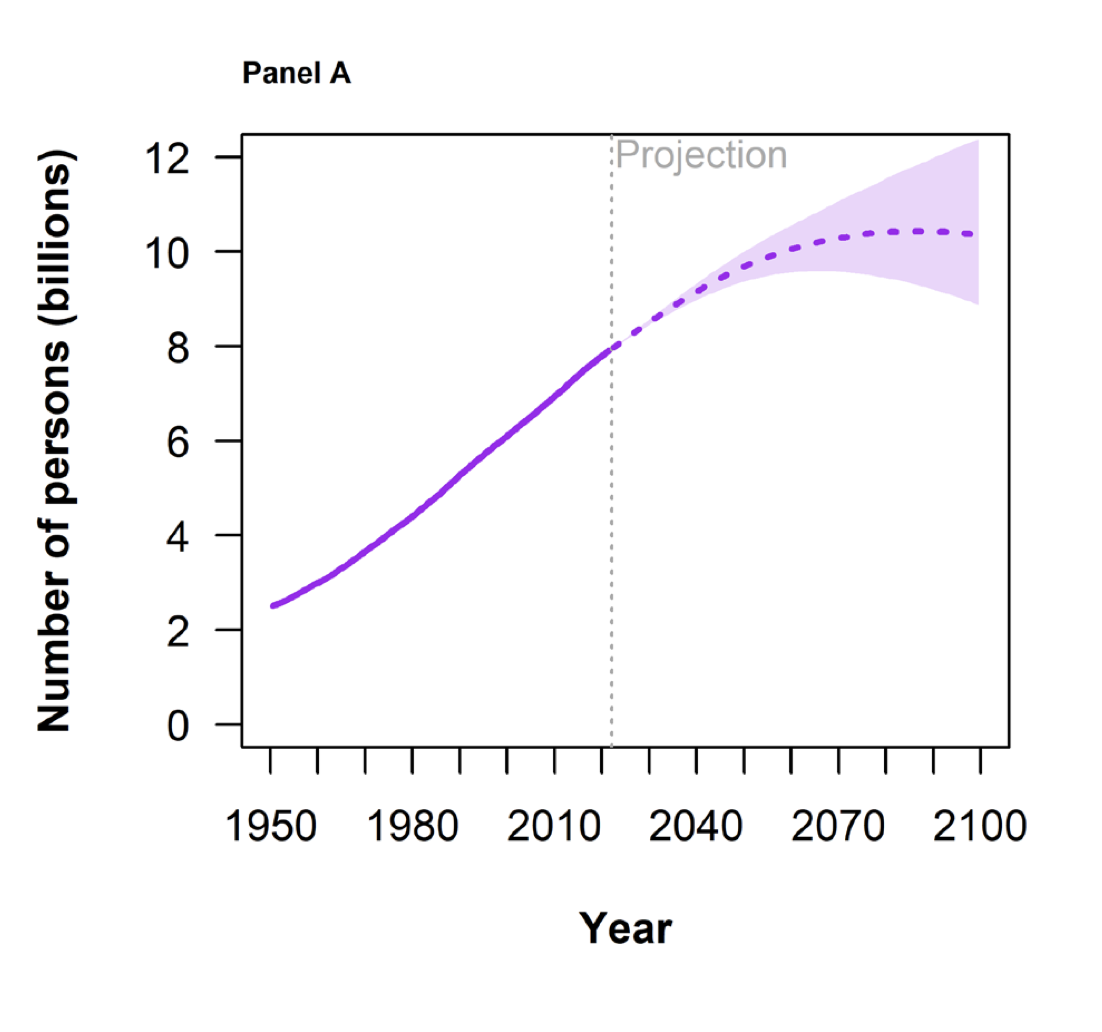
Tamanho da população global, estimativas (1950–2022) e cenário médio com intervalos de previsão de 95%, 2022–2100.

Em meio a desafios globais, como a mudança climática e a pandemia de COVID-19, vários observadores, incluindo David Attenborough, expressaram preocupação com o futuro do planeta e de seus habitantes à medida que a população cresce.
Ao longo da história, os temores em relação à uma superpopulação sempre fizeram referência ao trabalho do economista do século XVIII, Thomas Malthus, que previu que o crescimento da humanidade ultrapassaria sua capacidade de se sustentar com recursos.
Outros apontaram o declínio da fertilidade como um potencial prenúncio de um desastre demográfico. No entanto, especialistas em demografia desafiaram essas teorias, destacando a diversidade das tendências populacionais dos países e a improbabilidade de qualquer cenário apocalíptico.
"Atualmente, o crescimento populacional está concentrado nos países mais pobres do mundo, enquanto alguns dos países mais ricos estão começando a ver o declínio da população", escreveu o Consultor Sênior de Economia e Demografia do UNFPA, Michael Herrmann, em 11 de julho de 2022.
No geral, o Departamento de Assuntos Econômicos e Sociais das Nações Unidas projeta que a população global continuará a crescer, potencialmente chegando a um pico estimado de 10,4 bilhões de pessoas durante a década de 2080 – e permanecendo lá até 2100.